# Vitālijs Astafjevs
Vitālijs Astafjevs (in russo Виталий Астафьев?, Vitalij Astaf'ev; Riga, 3 aprile 1971) è un ex calciatore lettone, di ruolo centrocampista.

## Carriera

### Club

#### Skonto Riga
Ha iniziato la sua carriera nello FK Daugava Riga nel 1990 e vi rimane sino al 1992 collezionando 26 presenze ed 11 reti dimostrante buone qualità da finalizzatore. È notato nel 1992 dallo Skonto Riga che lo acquista e lo fa giocare da titolare. Nel 1995 vince il suo terzo campionato consecutivo contribuendo con 19 reti e con la conseguente vittoria del titolo marcatori. Lo Skonto vince coppa nazionale e Coppa del Baltico e consacrazione dell'ottima annata trascorsa è il premio come miglior calciatore lettone dell'anno. Nel 1996 passa in Austria con l'Austria Vienna ma pur giocando da titolare segna una sola rete e la squadra giunge al sesto posto. Nonostante ciò è rinominato per il secondo anno di fila calciatore lettone dell'anno. Torna in patria dopo l'esperienza austriaca di nuovo allo Skonto dove ritrova il double, vincendo sia titolo nazionale che coppa.

#### Austria, Russia e il ritorno in patria
Nella stagione 1998-1999 dopo un'altra vittoria in campionato, passa agli inglesi del Bristol Rovers per 210.000 euro, collezionando 108 incontri e 16 reti in 3 stagioni intere. Torna in Austria, questa volta all'Admira Wacker dove gioca una stagione da titolare fisso a centrocampo. Viene acquistato nel 2004 dal Rubin Kazan, dove trova nuovamente spazio da titolare e segna 10 gol, concludendo la stagione col trionfo ne La Manga Cup. Dopo queste brevi esperienza fa il suo ritorno allo Skonto nel 2006, ma durante la stagione la squadra lettone non vince neppure un titolo. Nel 2007 vince per la terza volta in carriera il premio come miglior calciatore lettone dell'anno. Nel 2009 arriva all'Olimps Rīga rimanendo in patria ma gioca solo pochi incontri prima di passare al Ventspils dove anche qui gioca poco. Nel 2010 torna allo Skonto Riga dove vince l'ottavo titolo nazionale in carriera. Si ritira nel novembre 2010 e diventa il direttore dello Skonto Riga.

### Nazionale
Ha debuttato il 26 agosto 1992 quando è stata istituita la nazionale e tra il 1992 e il 2010 ha giocato da titolare fisso per la Nazionale lettone con cui ha disputato 167 incontri internazionale e ha realizzato 16 reti. Ha partecipato all'Europeo del 2004. Nel 2010 si ritira dalla nazionale dove è stato una grande bandiera per 18 anni. Ha giocato l'ultimo incontro contro la Cina perso 1-0, il 17 novembre 2010. Grazie alle sue presenze nella Lettonia ha detenuto il record UEFA di presenze in una nazionale, in coabitazione con lo spagnolo Iker Casillas, record poi superato da Gianluigi Buffon.

## Statistiche

### Presenze e reti nei club
| Stagione              | Squadra               | Campionato            | Campionato | Campionato | Coppe nazionali | Coppe nazionali | Coppe nazionali | Coppe continentali | Coppe continentali | Coppe continentali | Totale | Totale |
| Stagione              | Squadra               | Comp.                 | Pres.      | Reti       | Comp.           | Pres.           | Reti            | Comp.              | Pres.              | Reti               | Pres.  | Reti   |
| --------------------- | --------------------- | --------------------- | ---------- | ---------- | --------------- | --------------- | --------------- | ------------------ | ------------------ | ------------------ | ------ | ------ |
| 1991                  | Daugava Riga          | LC                    | 26         | 11         |                 | ?               | ?               | -                  | -                  | -                  | 26+    | 11+    |
| 1992                  | Skonto                | VL                    | 21         | 0          |                 | ?               | ?               | CL                 | 2                  | 0                  | 23+    | 0+     |
| 1993                  | Skonto                | VL                    | 11         | 5          |                 | ?               | ?               |                    | ?                  | ?                  | 11+    | 5+     |
| 1994                  | Skonto                | VL                    | 21         | 7          |                 | ?               | ?               | CU                 | 2                  | 0                  | 23+    | 7+     |
| 1995                  | Skonto                | VL                    | 28         | 19         |                 | ?               | ?               |                    | ?                  | ?                  | 28+    | 19+    |
| 1996                  | Skonto                | VL                    | 18         | 12         |                 | ?               | ?               |                    | ?                  | ?                  | 18+    | 12+    |
| 1996-1997             | Austria Vienna        | BL                    | 26         | 1          | OC              | 1               | 0               | -                  | -                  | -                  | 27     | 1      |
| 1997                  | Skonto                | VL                    | 14         | 1          |                 | ?               | ?               |                    | ?                  | ?                  | 14+    | 1+     |
| 1998                  | Skonto                | VL                    | 23         | 7          |                 | ?               | ?               | CL                 | 0                  | 0                  | 23+    | 7+     |
| 1999                  | Skonto                | VL                    | 18         | 9          |                 | ?               | ?               |                    | ?                  | ?                  | 18+    | 9+     |
| 2000-2001             | Bristol Rovers        | FL1                   | 16         | 2          |                 | ?               | ?               | -                  | -                  | -                  | 16+    | 2+     |
| 2000-2001             | Bristol Rovers        | FL1                   | 41         | 5          |                 | ?               | ?               | -                  | -                  | -                  | 41+    | 5+     |
| 2001-2002             | Bristol Rovers        | FL2                   | 18         | 1          |                 | ?               | ?               | -                  | -                  | -                  | 18+    | 1+     |
| 2002-2003             | Bristol Rovers        | FL2                   | 33         | 8          |                 | ?               | ?               | -                  | -                  | -                  | 33+    | 8+     |
| Totale Bristol Rovers | Totale Bristol Rovers | Totale Bristol Rovers | 99         | 16         |                 | ?               | ?               | -                  | -                  | -                  | 99+    | 16+    |
| 2003-2004             | Admira Wacker         | BL                    | 28         | 2          | OC              | 1               | 0               | -                  | -                  | -                  | 29     | 2      |
| 2004                  | Rubin                 | PL                    | 8          | 2          |                 | ?               | ?               | CU                 | 1                  | 0                  | 9+     | 2+     |
| 2005                  | Rubin                 | PL                    | 22         | 2          |                 | ?               | ?               |                    | ?                  | ?                  | 22+    | 2+     |
| Totale Rubin          | Totale Rubin          | Totale Rubin          | 30         | 4          |                 | ?               | ?               |                    | 1+                 | 0+                 | 30+    | 4+     |
| 2006                  | Skonto Riga           | VL                    | 22         | 4          |                 | ?               | ?               | CU                 | 2                  | 1                  | 24+    | 5+     |
| 2007                  | Skonto Riga           | VL                    | 24         | 7          |                 | ?               | ?               |                    | ?                  | ?                  | 24+    | 7+     |
| 2008                  | Skonto Riga           | VL                    | 19         | 1          |                 | ?               | ?               |                    | ?                  | ?                  | 19+    | 1+     |
| 2009                  | Olimps Rīga           | VL                    | 14         | 1          |                 | ?               | ?               | -                  | -                  | -                  | 14+    | 1+     |
| 2009                  | Ventspils             | VL                    | 5          | 0          |                 | ?               | ?               | CL                 | 5                  | 1                  | 10+    | 1+     |
| 2010                  | Skonto Riga           | VL                    | 14         | 2          | LK              | 1               | 0               | EL                 | 2                  | 0                  | 16     | 2      |
| Totale Skonto         | Totale Skonto         | Totale Skonto         | 233        | 74         |                 | 1+              | 0+              |                    | 8+                 | 1+                 | 242+   | 75+    |
| Totale carriera       | Totale carriera       | Totale carriera       | 461        | 111        |                 | 3+              | 0+              |                    | 14+                | 1+                 | 478+   | 112+   |

### Cronologia presenze e reti in nazionale
| Cronologia completa delle presenze e delle reti in nazionale ― Lettonia | Cronologia completa delle presenze e delle reti in nazionale ― Lettonia | Cronologia completa delle presenze e delle reti in nazionale ― Lettonia | Cronologia completa delle presenze e delle reti in nazionale ― Lettonia | Cronologia completa delle presenze e delle reti in nazionale ― Lettonia | Cronologia completa delle presenze e delle reti in nazionale ― Lettonia | Cronologia completa delle presenze e delle reti in nazionale ― Lettonia | Cronologia completa delle presenze e delle reti in nazionale ― Lettonia |
| Data                                                                    | Città                                                                   | In casa                                                                 | Risultato                                                               | Ospiti                                                                  | Competizione                                                            | Reti                                                                    | Note                                                                    |
| ----------------------------------------------------------------------- | ----------------------------------------------------------------------- | ----------------------------------------------------------------------- | ----------------------------------------------------------------------- | ----------------------------------------------------------------------- | ----------------------------------------------------------------------- | ----------------------------------------------------------------------- | ----------------------------------------------------------------------- |
| 26-8-1992                                                               | Riga                                                                    | Lettonia                                                                | 0 – 0                                                                   | Danimarca                                                               | Qual. Mondiali 1994                                                     | -                                                                       | 66’                                                                     |
| 9-9-1992                                                                | Dublino                                                                 | Irlanda                                                                 | 4 – 0                                                                   | Lettonia                                                                | Qual. Mondiali 1994                                                     | -                                                                       |                                                                         |
| 23-9-1992                                                               | Riga                                                                    | Lettonia                                                                | 0 – 0                                                                   | Spagna                                                                  | Qual. Mondiali 1994                                                     | -                                                                       | 69’                                                                     |
| 28-10-1992                                                              | Vilnius                                                                 | Lituania                                                                | 1 – 1                                                                   | Lettonia                                                                | Qual. Mondiali 1994                                                     | -                                                                       |                                                                         |
| 11-11-1992                                                              | Tirana                                                                  | Albania                                                                 | 1 – 1                                                                   | Lettonia                                                                | Qual. Mondiali 1994                                                     | -                                                                       |                                                                         |
| 18-11-1992                                                              | Iława                                                                   | Polonia                                                                 | 1 – 0                                                                   | Lettonia                                                                | Amichevole                                                              | -                                                                       |                                                                         |
| 16-12-1992                                                              | Siviglia                                                                | Spagna                                                                  | 5 – 0                                                                   | Lettonia                                                                | Qual. Mondiali 1994                                                     | -                                                                       |                                                                         |
| 20-2-1993                                                               | Vantaa                                                                  | Lettonia                                                                | 1 – 2                                                                   | Lituania                                                                | Amichevole                                                              | -                                                                       | 75’                                                                     |
| 21-2-1993                                                               | Vantaa                                                                  | Lettonia                                                                | 2 – 0                                                                   | Estonia                                                                 | Amichevole                                                              | -                                                                       | 78’                                                                     |
| 14-4-1993                                                               | Copenaghen                                                              | Danimarca                                                               | 2 – 0                                                                   | Lettonia                                                                | Qual. Mondiali 1994                                                     | -                                                                       |                                                                         |
| 15-5-1993                                                               | Riga                                                                    | Lettonia                                                                | 0 – 0                                                                   | Albania                                                                 | Qual. Mondiali 1994                                                     | -                                                                       | 46’                                                                     |
| 2-6-1993                                                                | Riga                                                                    | Lettonia                                                                | 1 – 2                                                                   | Irlanda del Nord                                                        | Qual. Mondiali 1994                                                     | -                                                                       |                                                                         |
| 9-6-1993                                                                | Riga                                                                    | Lettonia                                                                | 0 – 2                                                                   | Irlanda                                                                 | Qual. Mondiali 1994                                                     | -                                                                       |                                                                         |
| 2-7-1993                                                                | Pärnu                                                                   | Estonia                                                                 | 0 – 2                                                                   | Lettonia                                                                | Coppa del Baltico 1993                                                  | 1                                                                       |                                                                         |
| 3-7-1993                                                                | Pärnu                                                                   | Lettonia                                                                | 0 – 0                                                                   | Lituania                                                                | Coppa del Baltico 1993                                                  | -                                                                       | Ammonizione                                                             |
| 2-6-1994                                                                | Riga                                                                    | Lettonia                                                                | 2 – 0                                                                   | Malta                                                                   | Amichevole                                                              | 1                                                                       |                                                                         |
| 26-6-1994                                                               | Riga                                                                    | Lettonia                                                                | 1 – 3                                                                   | Georgia                                                                 | Amichevole                                                              | 1                                                                       |                                                                         |
| 30-7-1994                                                               | Vilnius                                                                 | Estonia                                                                 | 0 – 2                                                                   | Lettonia                                                                | Coppa del Baltico 1994                                                  | 1                                                                       |                                                                         |
| 31-7-1994                                                               | Vilnius                                                                 | Lituania                                                                | 1 – 0                                                                   | Lettonia                                                                | Coppa del Baltico 1994                                                  | -                                                                       | 78’                                                                     |
| 7-9-1994                                                                | Riga                                                                    | Lettonia                                                                | 0 – 3                                                                   | Irlanda                                                                 | Qual. Euro 1996                                                         | -                                                                       |                                                                         |
| 9-10-1994                                                               | Riga                                                                    | Lettonia                                                                | 1 – 3                                                                   | Portogallo                                                              | Qual. Euro 1996                                                         | -                                                                       |                                                                         |
| 6-11-1994                                                               | Ozolnieki                                                               | Lettonia                                                                | 0 – 0                                                                   | Estonia                                                                 | Amichevole                                                              | -                                                                       |                                                                         |
| 15-11-1994                                                              | Eschen                                                                  | Liechtenstein                                                           | 0 – 1                                                                   | Lettonia                                                                | Qual. Euro 1996                                                         | -                                                                       | 70’                                                                     |
| 29-3-1995                                                               | Salisburgo                                                              | Austria                                                                 | 5 – 0                                                                   | Lettonia                                                                | Qual. Euro 1996                                                         | -                                                                       |                                                                         |
| 26-4-1995                                                               | Riga                                                                    | Lettonia                                                                | 0 – 1                                                                   | Irlanda del Nord                                                        | Qual. Euro 1996                                                         | -                                                                       |                                                                         |
| 19-5-1995                                                               | Riga                                                                    | Lettonia                                                                | 2 – 0                                                                   | Estonia                                                                 | Coppa del Baltico 1995                                                  | -                                                                       | 73’                                                                     |
| 21-5-1995                                                               | Riga                                                                    | Lettonia                                                                | 2 – 0                                                                   | Lituania                                                                | Coppa del Baltico 1995                                                  | 1                                                                       | Ammonizione                                                             |
| 3-6-1995                                                                | Porto                                                                   | Portogallo                                                              | 3 – 2                                                                   | Lettonia                                                                | Qual. Euro 1996                                                         | -                                                                       |                                                                         |
| 7-6-1995                                                                | Belfast                                                                 | Irlanda del Nord                                                        | 1 – 2                                                                   | Lettonia                                                                | Qual. Euro 1996                                                         | 1                                                                       |                                                                         |
| 16-8-1995                                                               | Riga                                                                    | Lettonia                                                                | 3 – 2                                                                   | Irlanda del Nord                                                        | Qual. Euro 1996                                                         | -                                                                       |                                                                         |
| 6-9-1995                                                                | Riga                                                                    | Lettonia                                                                | 1 – 0                                                                   | Liechtenstein                                                           | Qual. Euro 1996                                                         | -                                                                       |                                                                         |
| 11-10-1995                                                              | Dublino                                                                 | Irlanda                                                                 | 2 – 1                                                                   | Lettonia                                                                | Qual. Euro 1996                                                         | -                                                                       | 26’                                                                     |
| 12-3-1996                                                               | Larnaca                                                                 | Cipro                                                                   | 1 – 0                                                                   | Lettonia                                                                | Amichevole                                                              | -                                                                       |                                                                         |
| 7-7-1996                                                                | Narva                                                                   | Estonia                                                                 | 1 – 1                                                                   | Lettonia                                                                | Coppa del Baltico 1996                                                  | -                                                                       | 64’, 72’                                                                |
| 14-8-1996                                                               | Riga                                                                    | Lettonia                                                                | 0 – 0                                                                   | Finlandia                                                               | Amichevole                                                              | -                                                                       | 60’                                                                     |
| 5-10-1996                                                               | Riga                                                                    | Lettonia                                                                | 0 – 2                                                                   | Scozia                                                                  | Qual. Mondiali 1998                                                     | -                                                                       |                                                                         |
| 9-10-1996                                                               | Minsk                                                                   | Bielorussia                                                             | 1 – 1                                                                   | Lettonia                                                                | Qual. Mondiali 1998                                                     | -                                                                       |                                                                         |
| 9-11-1996                                                               | Vienna                                                                  | Austria                                                                 | 2 – 1                                                                   | Lettonia                                                                | Qual. Mondiali 1998                                                     | -                                                                       |                                                                         |
| 2-4-1997                                                                | Lucerna                                                                 | Svizzera                                                                | 1 – 0                                                                   | Lettonia                                                                | Amichevole                                                              | -                                                                       |                                                                         |
| 30-4-1997                                                               | Riga                                                                    | Lettonia                                                                | 2 – 0                                                                   | Bielorussia                                                             | Qual. Mondiali 1998                                                     | -                                                                       | 82’                                                                     |
| 18-5-1997                                                               | Tallinn                                                                 | Estonia                                                                 | 1 – 3                                                                   | Lettonia                                                                | Qual. Mondiali 1998                                                     | -                                                                       |                                                                         |
| 8-6-1997                                                                | Riga                                                                    | Lettonia                                                                | 1 – 3                                                                   | Austria                                                                 | Qual. Mondiali 1998                                                     | 1                                                                       | 39’                                                                     |
| 25-6-1997                                                               | Riga                                                                    | Lettonia                                                                | 4 – 1                                                                   | Andorra                                                                 | Amichevole                                                              | -                                                                       | 64’ 84’                                                                 |
| 10-7-1997                                                               | Vilnius                                                                 | Estonia                                                                 | 1 – 2                                                                   | Lettonia                                                                | Coppa del Baltico 1997                                                  | -                                                                       |                                                                         |
| 11-7-1997                                                               | Vilnius                                                                 | Lituania                                                                | 1 – 0                                                                   | Lettonia                                                                | Coppa del Baltico 1997                                                  | -                                                                       |                                                                         |
| 6-9-1997                                                                | Riga                                                                    | Lettonia                                                                | 1 – 0                                                                   | Estonia                                                                 | Qual. Mondiali 1998                                                     | -                                                                       | 75’                                                                     |
| 10-9-1997                                                               | Solna                                                                   | Svezia                                                                  | 1 – 0                                                                   | Lettonia                                                                | Qual. Mondiali 1998                                                     | -                                                                       | 84’                                                                     |
| 6-2-1998                                                                | Ta' Qali                                                                | Georgia                                                                 | 2 – 1                                                                   | Lettonia                                                                | Amichevole                                                              | -                                                                       | 62’                                                                     |
| 8-2-1998                                                                | Ta' Qali                                                                | Malta                                                                   | 2 – 1                                                                   | Lettonia                                                                | Amichevole                                                              | -                                                                       | 19’                                                                     |
| 10-2-1998                                                               | Ta' Qali                                                                | Albania                                                                 | 2 – 2                                                                   | Lettonia                                                                | Amichevole                                                              | -                                                                       | 81’                                                                     |
| 21-4-1998                                                               | Liepāja                                                                 | Lettonia                                                                | 1 – 2                                                                   | Lituania                                                                | Coppa del Baltico 1998                                                  | -                                                                       | 57’                                                                     |
| 17-5-1998                                                               | Riga                                                                    | Lettonia                                                                | 1 – 5                                                                   | Israele                                                                 | Amichevole                                                              | -                                                                       | 30’                                                                     |
| 25-6-1998                                                               | Valga                                                                   | Estonia                                                                 | 0 – 2                                                                   | Lettonia                                                                | Coppa del Baltico 1998                                                  | -                                                                       |                                                                         |
| 10-10-1998                                                              | Riga                                                                    | Lettonia                                                                | 1 – 0                                                                   | Georgia                                                                 | Qual. Euro 2000                                                         | -                                                                       | 75’                                                                     |
| 14-10-1998                                                              | Maribor                                                                 | Slovenia                                                                | 1 – 0                                                                   | Lettonia                                                                | Qual. Euro 2000                                                         | -                                                                       | 74’ 79’                                                                 |
| 10-11-1998                                                              | Tunisi                                                                  | Tunisia                                                                 | 2 – 0                                                                   | Lettonia                                                                | Amichevole                                                              | -                                                                       | 55’                                                                     |
| 24-2-1999                                                               | Gerusalemme                                                             | Israele                                                                 | 3 – 0                                                                   | Lettonia                                                                | Amichevole                                                              | -                                                                       | 61’                                                                     |
| 31-3-1999                                                               | Riga                                                                    | Lettonia                                                                | 0 – 0                                                                   | Grecia                                                                  | Qual. Euro 2000                                                         | -                                                                       | cap.                                                                    |
| 5-6-1999                                                                | Riga                                                                    | Lettonia                                                                | 1 – 2                                                                   | Slovenia                                                                | Qual. Euro 2000                                                         | -                                                                       | 41’                                                                     |
| 9-6-1999                                                                | Atene                                                                   | Grecia                                                                  | 1 – 2                                                                   | Lettonia                                                                | Qual. Euro 2000                                                         | -                                                                       | 54’                                                                     |
| 26-6-1999                                                               | Curitiba                                                                | Brasile                                                                 | 3 – 0                                                                   | Lettonia                                                                | Amichevole                                                              | -                                                                       | cap. 46’                                                                |
| 4-9-1999                                                                | Tirana                                                                  | Albania                                                                 | 3 – 3                                                                   | Lettonia                                                                | Qual. Euro 2000                                                         | 2                                                                       | cap. 52’ 81’                                                            |
| 9-10-1999                                                               | Riga                                                                    | Lettonia                                                                | 1 – 2                                                                   | Norvegia                                                                | Qual. Euro 2000                                                         | -                                                                       | cap.                                                                    |
| 2-2-2000                                                                | Paphos                                                                  | Lettonia                                                                | 0 – 2                                                                   | Romania                                                                 | Torneo internazionale di Cipro                                          | -                                                                       | 82’                                                                     |
| 26-4-2000                                                               | Kaunas                                                                  | Lituania                                                                | 2 – 1                                                                   | Lettonia                                                                | Amichevole                                                              | -                                                                       |                                                                         |
| 3-6-2000                                                                | Riga                                                                    | Lettonia                                                                | 1 – 0                                                                   | Finlandia                                                               | Amichevole                                                              | -                                                                       | cap.                                                                    |
| 16-8-2000                                                               | Riga                                                                    | Lettonia                                                                | 0 – 1                                                                   | Bielorussia                                                             | Amichevole                                                              | -                                                                       | cap.                                                                    |
| 2-9-2000                                                                | Riga                                                                    | Lettonia                                                                | 0 – 1                                                                   | Scozia                                                                  | Qual. Mondiali 2002                                                     | -                                                                       | cap.                                                                    |
| 7-10-2000                                                               | Riga                                                                    | Lettonia                                                                | 0 – 4                                                                   | Belgio                                                                  | Qual. Mondiali 2002                                                     | -                                                                       |                                                                         |
| 15-11-2000                                                              | Serravalle                                                              | San Marino                                                              | 0 – 1                                                                   | Lettonia                                                                | Qual. Mondiali 2002                                                     | -                                                                       |                                                                         |
| 28-2-2001                                                               | Vaduz                                                                   | Liechtenstein                                                           | 0 – 2                                                                   | Lettonia                                                                | Amichevole                                                              | -                                                                       | cap.                                                                    |
| 24-3-2001                                                               | Osijek                                                                  | Croazia                                                                 | 4 – 1                                                                   | Lettonia                                                                | Qual. Mondiali 2002                                                     | -                                                                       | cap.                                                                    |
| 25-4-2001                                                               | Riga                                                                    | Lettonia                                                                | 1 – 1                                                                   | San Marino                                                              | Qual. Mondiali 2002                                                     | -                                                                       | cap.                                                                    |
| 2-6-2001                                                                | Bruxelles                                                               | Belgio                                                                  | 3 – 1                                                                   | Lettonia                                                                | Qual. Mondiali 2002                                                     | -                                                                       | 67’                                                                     |
| 6-6-2001                                                                | Riga                                                                    | Lettonia                                                                | 0 – 1                                                                   | Croazia                                                                 | Qual. Mondiali 2002                                                     | -                                                                       | cap. 49’ 70’                                                            |
| 3-7-2001                                                                | Riga                                                                    | Lettonia                                                                | 3 – 1                                                                   | Estonia                                                                 | Coppa del Baltico 2001                                                  | -                                                                       |                                                                         |
| 5-7-2001                                                                | Riga                                                                    | Lettonia                                                                | 4 – 1                                                                   | Lituania                                                                | Coppa del Baltico 2001                                                  | -                                                                       |                                                                         |
| 15-8-2001                                                               | Riga                                                                    | Lettonia                                                                | 0 – 1                                                                   | Ucraina                                                                 | Amichevole                                                              | -                                                                       | cap. 69’                                                                |
| 6-10-2001                                                               | Glasgow                                                                 | Scozia                                                                  | 2 – 1                                                                   | Lettonia                                                                | Qual. Mondiali 2002                                                     | -                                                                       | cap.                                                                    |
| 14-11-2001                                                              | Riga                                                                    | Lettonia                                                                | 1 – 3                                                                   | Russia                                                                  | Amichevole                                                              | 1                                                                       |                                                                         |
| 27-3-2002                                                               | Hesperange                                                              | Lussemburgo                                                             | 0 – 3                                                                   | Lettonia                                                                | Amichevole                                                              | -                                                                       | 82’                                                                     |
| 17-4-2002                                                               | Ventspils                                                               | Lettonia                                                                | 2 – 1                                                                   | Kazakistan                                                              | Amichevole                                                              | -                                                                       | 75’                                                                     |
| 22-5-2002                                                               | Helsinki                                                                | Finlandia                                                               | 2 – 1                                                                   | Lettonia                                                                | Amichevole                                                              | -                                                                       | cap.                                                                    |
| 6-7-2002                                                                | Riga                                                                    | Lettonia                                                                | 2 – 0                                                                   | Azerbaigian                                                             | Amichevole                                                              | -                                                                       | 51’ 58’                                                                 |
| 21-8-2002                                                               | Riga                                                                    | Lettonia                                                                | 2 – 4                                                                   | Bielorussia                                                             | Amichevole                                                              | -                                                                       | cap. 59’ 79’                                                            |
| 7-9-2002                                                                | Riga                                                                    | Lettonia                                                                | 0 – 0                                                                   | Svezia                                                                  | Qual. Euro 2004                                                         | -                                                                       | cap.                                                                    |
| 12-10-2002                                                              | Varsavia                                                                | Polonia                                                                 | 0 – 1                                                                   | Lettonia                                                                | Qual. Euro 2004                                                         | -                                                                       | cap. 79’                                                                |
| 20-11-2002                                                              | Serravalle                                                              | San Marino                                                              | 0 – 1                                                                   | Lettonia                                                                | Qual. Euro 2004                                                         | -                                                                       | cap.                                                                    |
| 12-2-2003                                                               | Adalia                                                                  | Lettonia                                                                | 2 – 1                                                                   | Lituania                                                                | Amichevole                                                              | -                                                                       |                                                                         |
| 2-4-2003                                                                | Kiev                                                                    | Ucraina                                                                 | 1 – 0                                                                   | Lettonia                                                                | Amichevole                                                              | -                                                                       | cap.                                                                    |
| 7-6-2003                                                                | Budapest                                                                | Ungheria                                                                | 3 – 1                                                                   | Lettonia                                                                | Qual. Euro 2004                                                         | -                                                                       | cap. 81’ 86’                                                            |
| 4-7-2003                                                                | Valga                                                                   | Lettonia                                                                | 2 – 1                                                                   | Lituania                                                                | Coppa del Baltico 2003                                                  | -                                                                       | cap.                                                                    |
| 5-7-2003                                                                | Tallinn                                                                 | Estonia                                                                 | 0 – 0                                                                   | Lettonia                                                                | Coppa del Baltico 2003                                                  | -                                                                       | cap.                                                                    |
| 20-8-2003                                                               | Riga                                                                    | Lettonia                                                                | 0 – 3                                                                   | Uzbekistan                                                              | Amichevole                                                              | -                                                                       | 46’                                                                     |
| 10-9-2003                                                               | Riga                                                                    | Lettonia                                                                | 3 – 1                                                                   | Ungheria                                                                | Qual. Euro 2004                                                         | -                                                                       | cap.                                                                    |
| 11-10-2003                                                              | Solna                                                                   | Svezia                                                                  | 0 – 1                                                                   | Lettonia                                                                | Qual. Euro 2004                                                         | -                                                                       | cap.                                                                    |
| 15-11-2003                                                              | Riga                                                                    | Lettonia                                                                | 1 – 0                                                                   | Turchia                                                                 | Qual. Euro 2004                                                         | -                                                                       | cap.                                                                    |
| 19-11-2003                                                              | Istanbul                                                                | Turchia                                                                 | 2 – 2                                                                   | Lettonia                                                                | Qual. Euro 2004                                                         | -                                                                       | cap.                                                                    |
| 18-2-2004                                                               | Larnaca                                                                 | Kazakistan                                                              | 1 – 3                                                                   | Lettonia                                                                | Torneo internazionale di Cipro                                          | -                                                                       | cap. 36’                                                                |
| 31-3-2004                                                               | Celje                                                                   | Slovenia                                                                | 0 – 1                                                                   | Uzbekistan                                                              | Amichevole                                                              | -                                                                       | cap. 71’                                                                |
| 28-4-2004                                                               | Riga                                                                    | Lettonia                                                                | 0 – 0                                                                   | Islanda                                                                 | Amichevole                                                              | -                                                                       |                                                                         |
| 6-6-2004                                                                | Riga                                                                    | Lettonia                                                                | 2 – 2                                                                   | Azerbaigian                                                             | Amichevole                                                              | -                                                                       |                                                                         |
| 15-6-2004                                                               | Aveiro                                                                  | Rep. Ceca                                                               | 2 – 1                                                                   | Lettonia                                                                | Euro 2004 - 1º turno                                                    | -                                                                       | cap.                                                                    |
| 19-6-2004                                                               | Porto                                                                   | Germania                                                                | 0 – 0                                                                   | Lettonia                                                                | Euro 2004 - 1º turno                                                    | -                                                                       | cap. 79’                                                                |
| 23-6-2004                                                               | Braga                                                                   | Lettonia                                                                | 0 – 3                                                                   | Paesi Bassi                                                             | Euro 2004 - 1º turno                                                    | -                                                                       | cap.                                                                    |
| 48-9-2004                                                               | Riga                                                                    | Lettonia                                                                | 0 – 2                                                                   | Portogallo                                                              | Qual. Mondiali 2006                                                     | -                                                                       | cap.                                                                    |
| 8-9-2004                                                                | Lussemburgo                                                             | Lussemburgo                                                             | 3 – 4                                                                   | Lettonia                                                                | Qual. Mondiali 2006                                                     | -                                                                       | cap.                                                                    |
| 9-10-2004                                                               | Bratislava                                                              | Slovacchia                                                              | 4 – 1                                                                   | Lettonia                                                                | Qual. Mondiali 2006                                                     | -                                                                       | cap. 90’                                                                |
| 13-10-2004                                                              | Riga                                                                    | Lettonia                                                                | 2 – 2                                                                   | Lituania                                                                | Qual. Mondiali 2006                                                     | 1                                                                       | cap.                                                                    |
| 17-11-2004                                                              | Vaduz                                                                   | Liechtenstein                                                           | 1 – 3                                                                   | Lettonia                                                                | Qual. Mondiali 2006                                                     | -                                                                       | cap.                                                                    |
| 18-2-2005                                                               | Nicosia                                                                 | Finlandia                                                               | 2 – 1                                                                   | Lettonia                                                                | Torneo internazionale di Cipro                                          | -                                                                       | cap.                                                                    |
| 30-3-2005                                                               | Riga                                                                    | Lettonia                                                                | 4 – 0                                                                   | Lussemburgo                                                             | Qual. Mondiali 2006                                                     | -                                                                       | cap.                                                                    |
| 4-6-2005                                                                | San Pietroburgo                                                         | Russia                                                                  | 2 – 0                                                                   | Lettonia                                                                | Qual. Mondiali 2006                                                     | -                                                                       | cap.                                                                    |
| 8-6-2005                                                                | Riga                                                                    | Lettonia                                                                | 1 – 0                                                                   | Liechtenstein                                                           | Qual. Mondiali 2006                                                     | -                                                                       | cap.                                                                    |
| 17-8-2005                                                               | Riga                                                                    | Lettonia                                                                | 1 – 1                                                                   | Russia                                                                  | Qual. Mondiali 2006                                                     | 1                                                                       | cap.                                                                    |
| 3-9-2005                                                                | Tallinn                                                                 | Estonia                                                                 | 2 – 1                                                                   | Lettonia                                                                | Qual. Mondiali 2006                                                     | -                                                                       | cap.                                                                    |
| 7-9-2005                                                                | Riga                                                                    | Lettonia                                                                | 1 – 1                                                                   | Slovacchia                                                              | Qual. Mondiali 2006                                                     | -                                                                       | cap.                                                                    |
| 8-10-2005                                                               | Riga                                                                    | Lettonia                                                                | 2 – 2                                                                   | Giappone                                                                | Amichevole                                                              | -                                                                       | cap. 46’                                                                |
| 12-10-2005                                                              | Tallinn                                                                 | Portogallo                                                              | 3 – 0                                                                   | Lettonia                                                                | Qual. Mondiali 2006                                                     | -                                                                       | cap.                                                                    |
| 12-11-2005                                                              | Vicebsk                                                                 | Bielorussia                                                             | 3 – 1                                                                   | Lettonia                                                                | Amichevole                                                              | -                                                                       | cap.                                                                    |
| 24-12-2005                                                              | Phang Nga                                                               | Thailandia                                                              | 1 – 1                                                                   | Lettonia                                                                | King's Cup 2005                                                         | -                                                                       | cap.                                                                    |
| 26-12-2005                                                              | Phuket                                                                  | Corea del Nord                                                          | 1 – 1                                                                   | Lettonia                                                                | King's Cup 2005                                                         | -                                                                       | cap.                                                                    |
| 28-12-2005                                                              | Phuket                                                                  | Oman                                                                    | 1 – 2                                                                   | Lettonia                                                                | King's Cup 2005                                                         | -                                                                       | cap.                                                                    |
| 30-12-2005                                                              | Phuket                                                                  | Corea del Nord                                                          | 1 – 2                                                                   | Lettonia                                                                | King's Cup 2005                                                         | -                                                                       | cap.                                                                    |
| 28-5-2006                                                               | East Hartford                                                           | Stati Uniti                                                             | 1 – 0                                                                   | Lettonia                                                                | Amichevole                                                              | -                                                                       | cap.                                                                    |
| 16-8-2006                                                               | Mosca                                                                   | Russia                                                                  | 1 – 0                                                                   | Lettonia                                                                | Amichevole                                                              | -                                                                       | cap.                                                                    |
| 2-9-2006                                                                | Riga                                                                    | Lettonia                                                                | 0 – 1                                                                   | Svezia                                                                  | Qual. Euro 2008                                                         | -                                                                       | cap. 57’                                                                |
| 7-10-2006                                                               | Riga                                                                    | Lettonia                                                                | 4 – 0                                                                   | Islanda                                                                 | Qual. Euro 2008                                                         | -                                                                       | cap.                                                                    |
| 11-10-2006                                                              | Belfast                                                                 | Irlanda del Nord                                                        | 1 – 0                                                                   | Lettonia                                                                | Qual. Euro 2008                                                         | -                                                                       | cap.                                                                    |
| 6-2-2007                                                                | Limassol                                                                | Bulgaria                                                                | 2 – 0                                                                   | Lettonia                                                                | Torneo internazionale di Cipro                                          | -                                                                       | cap.                                                                    |
| 7-2-2007                                                                | Limassol                                                                | Ungheria                                                                | 2 – 0                                                                   | Lettonia                                                                | Torneo internazionale di Cipro                                          | -                                                                       | cap. 51’                                                                |
| 2-6-2007                                                                | Riga                                                                    | Lettonia                                                                | 0 – 2                                                                   | Spagna                                                                  | Qual. Euro 2008                                                         | -                                                                       | cap.                                                                    |
| 6-6-2007                                                                | Riga                                                                    | Lettonia                                                                | 0 – 2                                                                   | Danimarca                                                               | Qual. Euro 2008                                                         | -                                                                       | cap.                                                                    |
| 22-8-2007                                                               | Riga                                                                    | Lettonia                                                                | 1 – 2                                                                   | Moldavia                                                                | Amichevole                                                              | 1                                                                       | cap.                                                                    |
| 8-9-2007                                                                | Riga                                                                    | Lettonia                                                                | 1 – 0                                                                   | Irlanda del Nord                                                        | Qual. Euro 2008                                                         | -                                                                       | cap.                                                                    |
| 12-9-2007                                                               | Oviedo                                                                  | Spagna                                                                  | 2 – 0                                                                   | Lettonia                                                                | Qual. Euro 2008                                                         | -                                                                       | cap. 51’                                                                |
| 13-10-2007                                                              | Reykjavík                                                               | Islanda                                                                 | 2 – 0                                                                   | Lettonia                                                                | Qual. Euro 2008                                                         | -                                                                       | cap.                                                                    |
| 17-10-2007                                                              | Copenaghen                                                              | Danimarca                                                               | 3 – 1                                                                   | Lettonia                                                                | Qual. Euro 2008                                                         | -                                                                       | cap.                                                                    |
| 17-11-2007                                                              | Riga                                                                    | Lettonia                                                                | 4 – 1                                                                   | Liechtenstein                                                           | Qual. Euro 2008                                                         | -                                                                       | cap.                                                                    |
| 21-11-2007                                                              | Solna                                                                   | Svezia                                                                  | 2 – 1                                                                   | Lettonia                                                                | Qual. Euro 2008                                                         | -                                                                       | cap. 49’                                                                |
| 6-2-2008                                                                | Tbilisi                                                                 | Georgia                                                                 | 1 – 3                                                                   | Lettonia                                                                | Amichevole                                                              | 1                                                                       | cap.                                                                    |
| 26-3-2008                                                               | Andorra la Vella                                                        | Andorra                                                                 | 0 – 3                                                                   | Lettonia                                                                | Amichevole                                                              | -                                                                       | cap.                                                                    |
| 30-5-2008                                                               | Riga                                                                    | Lettonia                                                                | 1 – 0                                                                   | Estonia                                                                 | Coppa del Baltico 2008                                                  | -                                                                       | cap. 57’                                                                |
| 1-6-2008                                                                | Riga                                                                    | Lettonia                                                                | 2 – 1                                                                   | Lituania                                                                | Coppa del Baltico 2008                                                  | -                                                                       | cap. 43’                                                                |
| 20-8-2008                                                               | Urziceni                                                                | Romania                                                                 | 1 – 0                                                                   | Lettonia                                                                | Amichevole                                                              | -                                                                       | cap. 79’                                                                |
| 6-9-2008                                                                | Tiraspol                                                                | Moldavia                                                                | 1 – 2                                                                   | Lettonia                                                                | Qual. Mondiali 2010                                                     | 1                                                                       | cap.                                                                    |
| 10-9-2008                                                               | Tiraspol                                                                | Lettonia                                                                | 0 – 2                                                                   | Grecia                                                                  | Qual. Mondiali 2010                                                     | -                                                                       | cap.                                                                    |
| 11-10-2008                                                              | San Gallo                                                               | Svizzera                                                                | 2 – 1                                                                   | Lettonia                                                                | Qual. Mondiali 2010                                                     | -                                                                       | cap. 77’                                                                |
| 15-10-2008                                                              | Riga                                                                    | Lettonia                                                                | 1 – 1                                                                   | Israele                                                                 | Qual. Mondiali 2010                                                     | -                                                                       | cap.                                                                    |
| 12-11-2008                                                              | Tallinn                                                                 | Estonia                                                                 | 1 – 1                                                                   | Lettonia                                                                | Amichevole                                                              | -                                                                       | cap.                                                                    |
| 11-2-2009                                                               | Limassol                                                                | Armenia                                                                 | 0 – 0                                                                   | Lettonia                                                                | Amichevole                                                              | -                                                                       | cap.                                                                    |
| 28-3-2009                                                               | Lussemburgo                                                             | Lussemburgo                                                             | 0 – 4                                                                   | Lettonia                                                                | Qual. Mondiali 2010                                                     | -                                                                       | cap.                                                                    |
| 1-4-2009                                                                | Riga                                                                    | Lettonia                                                                | 2 – 0                                                                   | Lussemburgo                                                             | Qual. Mondiali 2010                                                     | -                                                                       | cap.                                                                    |
| 12-8-2009                                                               | Sofia                                                                   | Bulgaria                                                                | 1 – 0                                                                   | Lettonia                                                                | Amichevole                                                              | -                                                                       | cap.                                                                    |
| 5-9-2009                                                                | Ramat Gan                                                               | Israele                                                                 | 0 – 1                                                                   | Lettonia                                                                | Qual. Mondiali 2010                                                     | -                                                                       | cap.                                                                    |
| 9-9-2009                                                                | Riga                                                                    | Lettonia                                                                | 2 – 2                                                                   | Svizzera                                                                | Qual. Mondiali 2010                                                     | 1                                                                       | cap. 73’                                                                |
| 14-10-2009                                                              | Riga                                                                    | Lettonia                                                                | 3 – 2                                                                   | Moldavia                                                                | Qual. Mondiali 2010                                                     | -                                                                       | cap.                                                                    |
| 14-11-2009                                                              | Tegucigalpa                                                             | Honduras                                                                | 2 – 1                                                                   | Lettonia                                                                | Amichevole                                                              | -                                                                       | cap.                                                                    |
| 3-3-2010                                                                | Luanda                                                                  | Angola                                                                  | 1 – 1                                                                   | Lettonia                                                                | Amichevole                                                              | -                                                                       | cap. 76’                                                                |
| 5-6-2010                                                                | Milton Keynes                                                           | Ghana                                                                   | 1 – 0                                                                   | Lettonia                                                                | Amichevole                                                              | -                                                                       | cap. 80’                                                                |
| 18-6-2010                                                               | Kaunas                                                                  | Lituania                                                                | 0 – 0                                                                   | Lettonia                                                                | Coppa del Baltico 2010                                                  | -                                                                       | cap.                                                                    |
| 19-6-2010                                                               | Kaunas                                                                  | Estonia                                                                 | 0 – 0                                                                   | Lettonia                                                                | Coppa del Baltico 2010                                                  | -                                                                       | 90’                                                                     |
| 3-9-2010                                                                | Riga                                                                    | Lettonia                                                                | 0 – 3                                                                   | Croazia                                                                 | Qual. Euro 2012                                                         | -                                                                       | 87’                                                                     |
| 7-9-2010                                                                | Ta' Qali                                                                | Malta                                                                   | 0 – 2                                                                   | Lettonia                                                                | Qual. Euro 2012                                                         | -                                                                       | 82’                                                                     |
| 8-10-2010                                                               | Il Pireo                                                                | Grecia                                                                  | 1 – 0                                                                   | Lettonia                                                                | Qual. Euro 2012                                                         | -                                                                       |                                                                         |
| 12-10-2010                                                              | Riga                                                                    | Lettonia                                                                | 1 – 1                                                                   | Georgia                                                                 | Qual. Euro 2012                                                         | -                                                                       |                                                                         |
| 17-11-2010                                                              | Kunming                                                                 | Cina                                                                    | 1 – 0                                                                   | Lettonia                                                                | Amichevole                                                              | -                                                                       | 71’                                                                     |
| Totale                                                                  |                                                                         | Presenze (1º posto)                                                     | 167                                                                     |                                                                         | Reti (3º posto)                                                         | 16                                                                      |                                                                         |

## Palmarès

### Club
- Campionato lettone: 8

Skonto Rīga: 1992, 1993, 1994, 1995, 1997, 1998, 1999, 2010
- Coppa di Lettonia: 5

Daugava Rīga: 1990
Skonto Rīga: 1992, 1995, 1997, 1998
- La Manga Cup: 1

Rubin Kazan: 2005

### Nazionale
- Coppa del Baltico: 5

1993, 1995, 2003, 2005, 2008
- King's Cup: 1

2005

### Individuale
- Calciatore lettone dell'anno: 3

1995, 1996, 2007
- Capocannoniere del campionato lettone: 1

1995 (19 reti)